# Najee
Jerome Najee Rasheed (New York, 4 november 1957) is een Amerikaanse jazzmuzikant (saxofoon, fluit).

## Biografie
Najee werd geboren in de Lower West Side (Manhattan) en woonde in zijn tienerjaren in Queens, New York. Zijn vader stierf op jonge leeftijd en Najee en broers en zussen werden opgevoed door zijn moeder Mary Richards. Zijn moeder was een belangrijk figuur en supporter gedurende zijn hele leven en muzikale carrière. Najee's muzikale bezigheden begonnen op de lagere school op achtjarige leeftijd, waar hij klarinet begon te spelen, maar hij had een diep verlangen om saxofoon te spelen. Hij werd op deze leeftijd beïnvloed door te luisteren naar zijn moeders opnamen van Miles Davis en andere legendarische Amerikaanse jazzartiesten. Een cruciaal moment in zijn leven begon, toen hij de beslissing nam om professioneel jazzmuzikant te worden. Op de middelbare school begon Najee jazz te studeren als student aan het Jazzmobile-programma (mede opgericht door Dr. Billy Taylor), waar hij zijn vaardigheden op tenorsaxofoon en fluit verbeterde onder leiding van Jimmy Heath, Frank Foster en Ernie Wilkins. Op zestienjarige leeftijd studeerde Najee fluit aan de Manhattan School of Music Preparatory Division, waar hij les kreeg van Harold Jones, fluitist van het New York Philharmonic Orchestra.
Najee haalt zijn inspiratie uit de saxofonisten John Coltrane, Charlie Parker, Yusef Lateef, Joe Henderson, Grover Washington jr., Ronnie Laws en de fluitisten Hubert Laws en James Galway. Najee begon zijn carrière als tiener en trad op in lokale bands in de omgeving van New York. Na de middelbare school ging Najee op zijn eerste wereldtournee met de band Area Code uit New York. De band speelde twee jaar namens de USO op militaire bases in Europa, IJsland, Groenland, Midden-Amerika, het Caribisch gebied en de Verenigde Staten. Na zijn terugkeer van de USO World Tour ging Najee in de zomer van 1978 op pad met de legendarische zanger Ben E. King (Stand By Me). Na een tournee met Ben E. King, gingen Najee en zijn broer Fareed twee semesters naar het Bronx Community College in New York. Beiden waren muziek majors onder de voogdij van Valerie Capers. Het jaar daarop deden beide broers auditie en werden toegelaten tot het New England Conservatory of Music in Boston. Hij studeerde ook bij de legendarische Joe Allard (1e klarinettist bij Toscanini). Aan het conservatorium studeerde Najee en trad hij op met de bigbands van George Russell en Jaki Byard.
Na zijn studie aan het New England Conservatory keerde Najee begin jaren 1980 terug naar New York. In 1983 toerde hij samen met zijn broer Fareed met de legendarische zangeres Chaka Khan (Ain’t Nobody Tour). In 1986 bracht hij zijn debuutalbum Najee's Theme (EMI Music/Capitol Records) uit. Het album leverde Najee een Grammy Award-nominatie op voor het beste jazzalbum. In 1987 accepteerde Najee de kans om de Tasty Love Tour te openen met r&b-zanger Freddie Jackson. In 1988 werd Najee's tweede album Day By Day uitgebracht en werd platina. Day By Day werd geproduceerd door verschillende producenten, waaronder de legendarische producent Barry Eastmond (Freddie Jackson, Aretha Franklin, Anita Baker en Billy Ocean). In 1990 werd Tokyo Blue uitgebracht. Dit album is geproduceerd door Najee's broer Fareed en is een van zijn meest succesvolle opnamen tot nu toe. Tokyo Blue en Day By Day leidden ertoe dat Najee in 1991 en 1993 twee Soul Train Awards voor beste jazzartiest won. In 1992 volgde Najee's volgende album Just an Illusion (Emi Records/Capitol Records). Dit album is geproduceerd door verschillende producenten, waaronder Arif Mardin, George Duke, Fareed, Marcus Miller en Wayne Brathwaite. In 1994 toerde Najee en was te zien op de live-opname Live at The Greek (Sony). Op het album stonden Najee, Stanley Clarke, Billy Cobham en Larry Carlton. Het was gedurende deze tijd dat hij gastoptredens maakte met Quincy Jones op het Montreux Jazz Festival.
Na deze samenwerking kwam zijn volgende album Share My World uit in 1994 en werd gevolgd door zijn eerbetoon aan Stevie Wonders klassieker uit 1976, Songs In The Key of Life in 1995. De cd werd geproduceerd door o.a. George Duke en bevat Herbie Hancock, Stanley Clarke, Paul Jackson jr., Sheila E. en Patrice Rushen. Zijn cd Morning Tenderness kwam uit in 1998 en stond op #1 in de hedendaagse jazzhitlijsten. Ook in hetzelfde jaar werd The Best of Najee uitgebracht, (Blue Note Records/Capitol Records) en hij toerde wederom namens de USO voor de troepen in de Middellandse Zee: Spanje en Turkije. In 1998 trad Najee op tijdens de verjaardagsviering van Nelson Mandela in Zuid-Afrika, samen met Stevie Wonder en Chaka Khan. Najee was ook een speciale gast van president Bill Clinton om op te treden in het Witte Huis. Dit evenement was gastheer van president Jerry Rawlings van de republiek Ghana. Najee toerde drie jaar (2000-2003) met Prince en verscheen op Prince albums Rainbow Children en One Night Alone.
In 2003 bracht Najee Embrace uit, geproduceerd door zijn broer Fareed, met de gastartiesten Roy Ayers en BeBe Winans. My Point of View was zijn vervolg in 2005 met zijn goede vriend en zanger Will Downing. In 2006 won Najee een NAACP Image Award voor «Best Jazz Artist». Zijn album Rising Sun uit 2007 bevatte zanger Phil Perry en Mind Over Matter. In 2009 bracht hij Mind Over Matter uit, met een samenwerking met zanger Eric Benét en producent Jeff Lorber. In 2012 was zijn album The Smooth Side of Soul zijn eerste publicatie bij Shanachie Records, met productie van toetsenist en producent Jeff Lorber en saxofonist en producent Darren Rahn. Op dit album stond zanger Phil Perry op de eerste single Just To Fall In Love, die werd geproduceerd door Chris "Big Dog" Davis. De video voor Just To Fall In Love bevat ook actrice Vanessa Bell Calloway en zangeres N'dambi.
Najee's tweede publicatie The Morning After - A Musical Love Journey met Shanachie was in 2013. The Morning After leverde hem een NAACP Image Award-nominatie op voor «Outstanding Jazz Album»' (2014) en een Soul Train Awards-nominatie voor «Best Contemporary Jazz Performance» (2014). Het album, geproduceerd door Demonte Posey, bevat r&b-zangeres Meli'sa Morgan en bassist Brian Bromberg, met muzikanten Bill Sharpe op bas, Ray Fuller op gitaar, Daniel Powell op drums, Nick Smith op piano en drummer Joel Taylor. Najee bracht zijn derde album You, Me, and Forever uit met Shanachie  op 23 juni 2015. Het album bevat zanger en songwriter Frank McComb, toetsenist James Lloyd van Pieces of a Dream en pianist Robert Damper. You, Me, and Forever bevat ook muzikanten van Najee's tourneeband, waaronder: Rod Bonner op toetsen, Daniel Powell op drums, RaShawn Northington op elektrische bas en Chuck Johnson op gitaar, die ook de hoofdvocalist is van het populaire Ambrosia-nummer Biggest Part of Me. You, Me and Forever werd geproduceerd door Najee, Chris "Big Dog" Davis en de in Engeland geboren bassist Dean Mark. Het album is momenteel wereldwijd verkrijgbaar. Najee heeft opgetreden en opgenomen met vocalisten als Chaka Khan, Freddie Jackson, Will Downing, Phil Perry, Prince, Patti Labelle, Phyllis Hyman, Vesta Williams en Jeffrey Osborne. Hij heeft ook opgenomen en opgetreden met de instrumentalisten Marcus Miller, Herbie Hancock, Stanley Clarke, Larry Carlton, Billy Cobham, Charles Earland, Paul Jackson jr. en George Duke.

## Privéleven
Najee heeft drie broers, twee zussen en zes kinderen. Hij trouwde in 1989 met Regina Jackson over wie het nummer Gina werd geschreven. Najee en Regina scheidden in 1997. Najee trouwde in 2000 met Karen Green.

## Discografie

### Studioalbums
- 1986: Najee's Theme (EMI Records/Capitol Records)
- 1988: Day by Day (Capitol)
- 1990: Tokyo Blue (Capitol)
- 1992: Just an Illusion (Capitol)
- 1994: Share My World (Capitol)
- 1995: Najee Plays Songs from the Key of Life: A Tribute to Stevie Wonder (Capitol)
- 1998: Morning Tenderness (Polygram Records)
- 2003: Embrace (N-Coded Music)
- 2005: My Point of View (Heads Up International)
- 2007: Rising Sun (Heads Up)
- 2009: Mind Over Matter (Heads Up)
- 2012: The Smooth Side of Soul (Shanachie)
- 2013: The Morning After, A Musical Love Journey (Shanachie)
- 2015: You, Me and Forever (Shanachie)
- 2017: Poetry In Motion (Shanachie)
- 2019: Center of the Heart (Shanachie)

### Livealbums
- 1994: Live at the Greek met Stanley Clarke, Larry Carlton en Billy Cobham (Sony Music Entertainment)
- 2003: One Night Alone  Live met Prince

### Compilatiealbums
- 1998: Best of Najee (Blue Note Records/Capitol Records)
- 2000: Love Songs
- 2003: Classic Masters

### Andere optredens
- Rainbow Children Prince
- Street Life Will Downing
- Christmas Love and You Will Downing
- Unconditional Love Ruben Studdard
- Out of A Dream Brian Simpson
- Truth B Told Paul Brown
- If Only For One Night Charles Earland
- The Best of Pieces of A dream Vol. 2 Pieces of a Dream
- The Weather Channel Presents: The Best of Smooth Jazz
- Breakin' In Space with Key-Matic (1984, Radar Records (US))
- The Best (2004-2017) - Incognito
- Bein' Green - Roberto Tola
- The Journey Nick Colionne
- New Urban Jazz - Bob Baldwin
- D Tales - Robert Damper

- Bibliothèque nationale de France: cb14019820x (data)
- Gemeinsame Normdatei: 13477518X
- International Standard Name Identifier: 0000 0000 5519 3576
- Library of Congress Control Number: n91114599
- MusicBrainz: f334f258-9740-47d8-a2fd-2baeab205340
- Nationale Bibliotheek van Israël: 987007420753105171
- Virtual International Authority File: 70577516
- WorldCat: E39PBJmP7Qp8Dk4JPHwFBvGGpP